# 서영주
서영주(徐榮柱, 1998년 2월 16일 ~ )는 대한민국의 배우이다.
그는 초등학교 3학년 때 길거리 캐스팅됐다. 운동에 재능이 있어 운동선수 혹은 평범하게 공부를 할 것 같았던 그에게 소속사가 생겼고, 보조 출연자 신분으로 드라마 ‘태왕사신기’ 촬영을 하러 갔다가 눈에 띄어 조금 주목받는 배역으로 승격(?)됐다. 이후 ‘내 마음이 들리니’, ‘메이퀸’ 등으로 대중에 얼굴을 알리게 되었다.

## 학력
- 중앙대학교 사범대학 부속중학교 졸업
- 한국예술고등학교 연극영화과 졸업
- 세종대학교 영화예술학과 재학 (4년 전액 최우수 장학생[2])

## 필모그래피

### 영화
| 연도   | 제목          | 배역                  | 비고                                        |
| ------ | ------------- | --------------------- | ------------------------------------------- |
| 2008년 | 쌍화점        | 어린 한백             | 영화 데뷔작                                 |
| 2010년 | 살인의 강     | 11세 동식             |                                             |
| 2012년 | 도둑들        | 어린 마카오박(박도현) | (김윤석 아역), 천만영화                     |
| 2012년 | 범죄소년      | 장지구                | 제25회 도쿄 국제 영화제 최연소              |
| 2013년 | 뫼비우스      | 아들                  | 제70회 베니스 국제 영화제 비경쟁부문 초청작 |
| 2015년 | 간신          | 어린 임숭재           | 특별 출연                                   |
| 2016년 | 밀정          | 주동성                |                                             |
| 2017년 | 눈길          | 강영주                |                                             |
| 2018년 | 동화          | 동화                  |                                             |
| 2019년 | 말모이        | 충청도 교사           |                                             |
| 2020년 | 호텔 레이크   | 상우                  | 특별 출연                                   |
| 2021년 | 십개월의 미래 | 윤호                  |                                             |
| 2023년 | 오픈 더 도어  | 치훈                  |                                             |
| 2024년 | 베테랑 2      | 가짜 해치(트레이닝복) |                                             |

### 드라마
| 연도   | 방송사 | 제목                     | 배역               | 비고                     |
| ------ | ------ | ------------------------ | ------------------ | ------------------------ |
| 2009년 | MBC    | 히어로                   | 어린 진도혁        | (이준기 아역)            |
| 2010년 | SBS    | 초혼                     | 15세 이창수        | 2부작 창사 20주년 특집극 |
| 2011년 | MBC    | 내 마음이 들리니         | 어린 장준하/봉마루 | (남궁민 아역)            |
| 2011년 | MBC    | 계백                     | 어린 교기          | (진태현 아역)            |
| 2012년 | SBS    | 패션왕                   | 어린 강영걸        | (유아인 아역)            |
| 2012년 | SBS    | 추적자 THE CHASER        | 재중               |                          |
| 2012년 | MBC    | 메이퀸                   | 어린 장일문        | (윤종화 아역)            |
| 2012년 | SBS    | 가족사진                 | 한진우             | 2부작 추석 특집극        |
| 2013년 | MBC    | 황금 무지개              | 소년 김만원        | (이재윤 아역)            |
| 2014년 | KBS2   | KBS 드라마 스페셜 - 18세 | 석주               | 1부작 단막극             |
| 2015년 | KBS1   | 눈길                     | 강영주             | 2부작 광복 70주년 특집극 |
| 2015년 | KBS2   | 너를 기억해              | 이정하             | 16부작                   |
| 2016년 | JTBC   | 솔로몬의 위증            | 이소우             | 12부작                   |
| 2017년 | KBS2   | 란제리 소녀시대          | 배동문             | 8부작                    |
| 2019년 | JTBC   | 아름다운 세상            | 한동수             | 16부작                   |
| 2019년 | MBC    | 신입사관 구해령          | 이승훈             | 특별출연                 |
| 2020년 | SBS    | 아무도 모른다            | 김태형             | 16부작                   |
| 2023년 | tvN    | 구미호뎐 1938            | 사토리             | 12부작                   |
| 2023년 | SBS    | 국민사형투표             | 김지훈             | 12부작                   |
| 2023년 | SBS    | BEGINS ≠ YOUTH           | 김남준 모티브 캐릭 | 24부작                   |

### 연극
| 연도   | 제목                         | 배역   | 비고                |
| ------ | ---------------------------- | ------ | ------------------- |
| 2015년 | 에쿠우스                     | 알런   | 전 세계 역대 최연소 |
| 2017년 | 조제, 호랑이 그리고 물고기들 | 츠네오 |                     |
| 2019년 | 킬 미 나우                   | 조이   |                     |

## 수상 및 후보
| 연도   | 시상식                        | 부문                | 작품            | 결과 | 출처   |
| ------ | ----------------------------- | ------------------- | --------------- | ---- | ------ |
| 2012년 | 제25회 도쿄 국제 영화제       | 최우수 남우상       | 범죄소년        | 수상 | [ 5 ]  |
| 2012년 | 제14회 시네마닐라 국제 영화제 | 남우주연상          | 범죄소년        | 수상 | [ 6 ]  |
| 2013년 | 제49회 백상예술대상           | 영화 남자신인연기상 | 범죄소년        | 후보 | [ 7 ]  |
| 2013년 | 제49회 백상예술대상           | 영화 남자인기상     | 범죄소년        | 후보 | [ 7 ]  |
| 2013년 | 제22회 부일영화상             | 신인 남자 연기상    | 범죄소년        | 후보 | [ 8 ]  |
| 2013년 | 제34회 청룡영화상             | 신인남우상          | 뫼비우스        | 후보 | [ 9 ]  |
| 2015년 | 제8회 코리아 드라마 어워즈    | 남자 신인상         | 눈길            | 후보 | [ 10 ] |
| 2017년 | 2017 KBS 연기대상             | 연작 · 단막극상     | 란제리 소녀시대 | 후보 | [ 11 ] |